# 三毛猫ホームズの騒霊騒動
『三毛猫ホームズの騒霊騒動』（みけねこホームズのポルターガイスト）は、日本の小説家赤川次郎によって1988年に発表された三毛猫ホームズシリーズの長編推理小説である。

## あらすじ
片山の学生時代の友人で、テレビ局のプロデューサーをしている畠沼という男が、ポルターガイスト現象のおこる屋敷でタレントと一緒に過ごす、という番組に、片山にも一緒に出演してほしいと頼みに来た。その屋敷には、男に振られて自殺した女の霊がいる、というのである。片山の心配が的中し、その屋敷で殺人がおこってしまう。

## 主な登場人物
- 片山義太郎 - 警視庁捜査一課のダメ刑事
- 片山晴美 - 義太郎の妹
- 石津刑事 - 晴美に恋をする猫嫌いの刑事
- ホームズ - 三毛猫

## 書誌情報
- 『三毛猫ホームズの騒霊騒動』（光文社カッパノベルス、1988年07月31日） ISBN 4-334-02767-9
- 『三毛猫ホームズの騒霊騒動』（光文社光文社文庫、1991年12月20日） ISBN 978-4-334-71436-9
- 『三毛猫ホームズの騒霊騒動』（角川書店角川文庫、1993年03月） ISBN 4-04-149796-5